# Малка окръжност
Малка окръжност на сфера е окръжност, която е геометрично място на точки, лежащо едновременно върху сфера и равнина, непресичаща центъра на сферата. Малката окръжност винаги има по-малък диаметър от този на самата сфера.

Малка окръжност на сфера.
Малката окръжност не е тази с най-малко изкривяване, следователно най-късото разстояние между две точки на сферична повърхност не лежи на нея. (Вж. голяма окръжност).